# Classe Petya
Le corvette classe Petya (Progetto 159), in alcuni casi citate impropriamente come fregate, sono state importanti per la Marina Sovietica dai primi anni 1960 in poi, con 18 Petja I e ben 27 Petja II, migliorate rispetto alla prima serie. In effetti non vi è grande accordo tra le varie fonti consultate, ed anche le stesse fonti forniscono al loro interno nomenclature contrastanti, come la pagina di Fas.org citata nelle note. In ogni caso queste unità hanno una connotazione spiccatamente antisommergibile; visto il tonnellaggio, infine, non possono essere classificate come unità di squadra, come invece sono le fregate. D'altronde, la marina russa non usa il termine fregata, e definisce la classe Petya come SKR - Storoževoj Korabl ("Pattugliatori"). La classe è stata radiata agli inizi degli anni novanta del secolo scorso.

## Storia
Le Petya I sono state costruite ai cantieri di Kaliningrad e Komsomolsk tra il 1961 e il 1964. Le Petya II sono state costruite a partire dal 1969. Le differenze sono due lanciasiluri quintupli da 406mm invece di uno e due lanciarazzi antisommergibile RBU-6000 al posto di 4 RBU-2500. Nel 1973 8 Petya I sono state trasformate nella sottoclasse Petya I modificata. Queste navi montano un nuovo tipo di sonar. Tre navi sono state convertite in navi per la prova di nuovi equipaggiamenti.

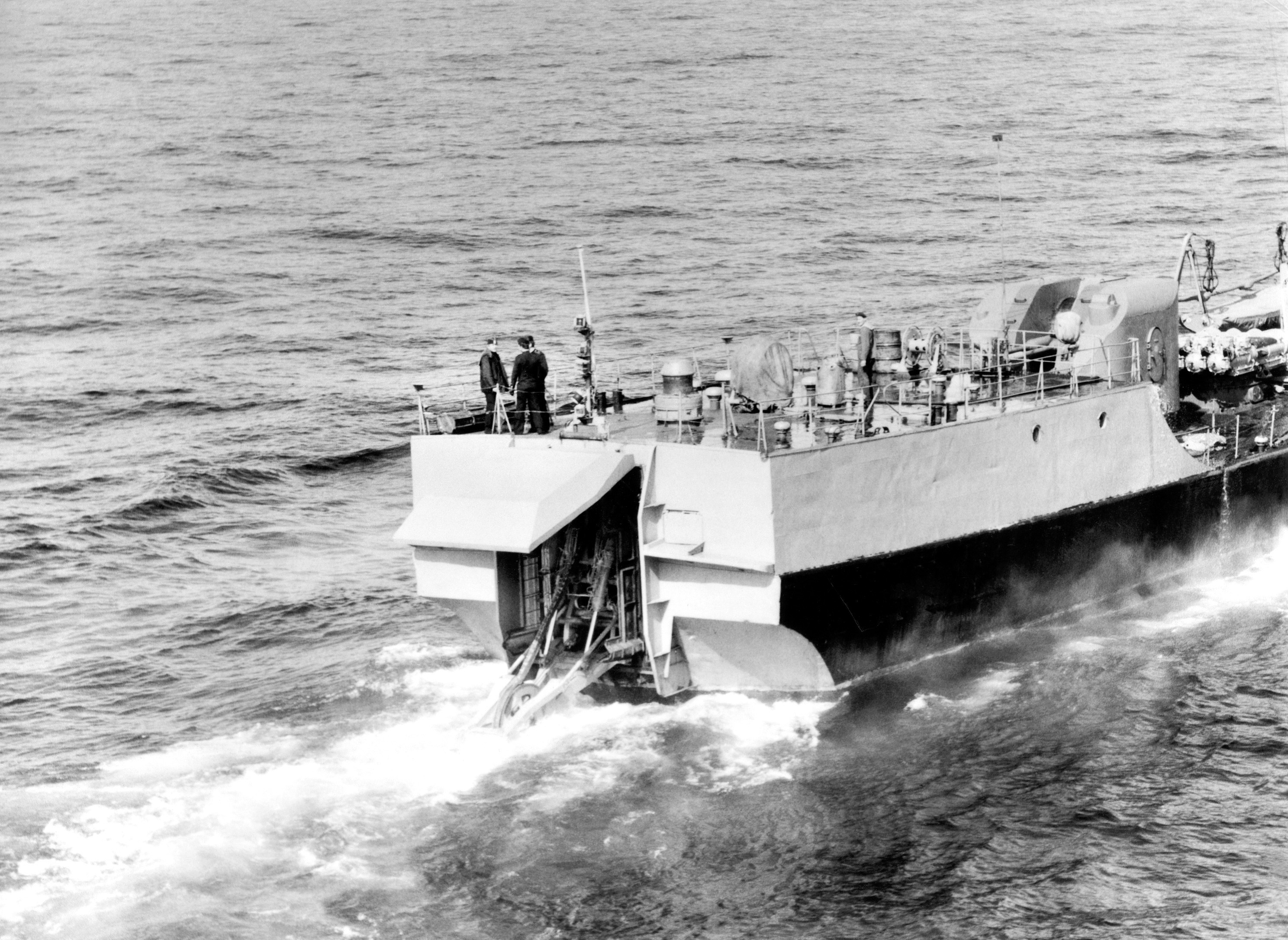
Vista posteriore di una nave classe Petya modificata per portare un sonar rimorchiato a profondità variabile (VDS - Variable Depth Sonar)

Anche la diffusione all'estero ha ottenuto davvero notevoli risultati, con ben 18 navi costruite per India, Vietnam e Siria, con un lanciasiluri triplo da 533 e lanciarazzi antisommergibile RBU-2500.

## Compiti
Le Petya hanno avuto un compito di pattugliamento antisommergibile costiero e scorta convogli. La loro caratteristica più importante era la propulsione CODAG con turbine e diesel, ma sull'insolita struttura di 3 assi. Durante la Guerra fredda le Petya sono state usate nel ruolo di acquisizione delle informazioni, spiando le navi della NATO durante le esercitazioni nelle acque dei mari settentrionali, soprattutto al largo di Capo Nord e del Mare di Norvegia.

## Operatori
- Azerbaigian: una unità in servizio con le Forze navali azere
- Etiopia: due unità con la Marina militare etiope
- India: dodici unità
- Siria: due unità
- Vietnam: quattro